# Civiltà bantu
La civiltà bantu (o bantù), di antiche origini e fiorita intorno all'XI secolo, è stata la più importante civiltà dell'Africa subequatoriale. I bantu abitavano pressoché tutta l'Africa meridionale e gran parte dell'Africa centrale. L'influenza di questa civiltà fu tale che ancora oggi si parla di lingue bantu per indicare un gruppo linguistico che include lo swahili e la maggior parte delle lingue parlate in Africa subequatoriale, e di "popolazioni bantu" per indicare oltre 400 etnie (che complessivamente costituiscono circa i 2/3 della popolazione africana) che condividono un insieme di tratti comuni (sia linguistici sia culturali) e che si ritengono, appunto, discendere dalla civiltà bantu.

## Storia
La storia dei Bantu è in gran parte ignota. Le teorie moderne, largamente speculative, si basano principalmente sullo studio di reperti archeologici e sull'analisi delle lingue bantu ancora oggi in uso. I Bantu non avevano una lingua scritta, e la loro tradizione orale si è estinta.
Prima dei Bantu, si ritiene che l'Africa meridionale fosse abitata da popolazioni di lingua Khoisan, oggi relegate alle regioni aride intorno al Kalahari e a poche zone isolate in Tanzania. Le moderne teorie sulle origini e la diffusione della cultura Bantu sono in parte basate sulle ricerche di Joseph Greenberg e di Malcolm Guthrie, che sulla base di studi linguistici ipotizzarono che questa fosse originaria rispettivamente della Nigeria sudorientale o di una zona comprende Zambia e Repubblica Democratica del Congo. Secondo le teorie moderne, la culla delle cultura Bantu sarebbero state le valli dei fiumi Benue e Cross, che attraversano la Nigeria sudorientale e lo Zambia, sebbene anche il Camerun sia talvolta menzionato.
Ciò che è invece certo è che intorno al secondo millennio a.C., forse in seguito all'inaridimento del Sahara e la pressione delle popolazioni che cercavano di allontanarsene, i Bantu si espansero nelle foreste pluviali dell'Africa centrale, in quella che vien detta la "fase 1" della loro espansione. Circa 1000 anni dopo, cominciarono una fase di espansione più rapida in Africa meridionale e orientale ("fase 2"). Durante il primo millennio, nuove tecniche agricole e nuove coltivazioni vennero introdotte in Zambia, probabilmente importate dal Sudest asiatico attraverso il Madagascar. A seguito di queste innovazioni, iniziò una nuova espansione dei Bantu in cui lo Zambia era la regione dominante (fase 3).
Intorno all'anno 1000 d.C., la civiltà Bantu si estendeva fino agli odierni Zimbabwe e Sudafrica. Il Regno del Grande Zimbabwe forse era Bantu: controllava le rotte commerciali dal Sudafrica fino a nord del fiume Zambesi, commerciando oro, rame, pietre preziose, avorio e metalli con i commercianti arabi della costa. Collassò intorno al XIV o XV secolo, probabilmente per aver esaurito le proprie risorse, e la città di Grande Zimbabwe fu abbandonata.
Quando i Boeri iniziarono la colonizzazione della parte meridionale dell'Africa, l'impero Bantu non esisteva più; tuttavia, molte delle popolazioni locali con cui gli europei entrarono in contatto (per esempio gli Zulu) erano, in effetti, clan bantu.

### Miti dei Bantu nord-orientali
- Amore di padre
- Il fuoco del porcospino
- Il villaggio scomparso